# Collana di Armonia
La Collana di Armonia era un oggetto leggendario della mitologia greca. Secondo la leggenda portò grandi disgrazie a tutte le sue proprietare o indossatrici, che principalmente erano regine e principesse delle dinastie tebane.

## Origine dell'oggetto
Efesto, il fabbro degli dei dell'Olimpo, scoprì Afrodite durante un rapporto sessuale con Ares e infuriatosi giurò di vendicarsi per l'infedeltà della moglie maledicendo ogni lignaggio di figli risultante dall'affare. 

Afrodite partorì Armonia che una volta cresciuta fu promessa in sposa a Cadmo re di Tebe ed Efesto donò a Cadmo un peplo e una collana da lui forgiata (e maledetta) come regalo di nozze e quella maledizione avrebbe afflitto chiunque l'avesse indossata.

## Aspetto e proprietà
Anche se non esiste una descrizione concreta della collana, questa è in genere descritta nella forma di due serpenti e con le bocche aperte per fare il fermaglio, e realizzata in oro splendidamente lavorato ed intarsiato con vari gioielli.
La collana magica, indicata semplicemente come Collana di Armonia, permetteva a qualsiasi donna la indossasse di rimanere sempre giovane e bella, divenendo così nei miti greci un oggetto molto ambito tra le donne della casa reale di Tebe.

## Proprietari e maledizioni
Armonia e Cadmo furono entrambi trasformati in serpenti (o draghi in alcune versioni del mito) ma la realtà sulla loro fine è discutibile perché si dice che entrambi siano ascesi al paradiso dei Campi Elisi dopo la loro trasformazione.

### Semele
La collana passò poi a loro figlia Semele che la indossò il giorno stesso in cui Hera le fece visita. Per effetto della maledizione, Semele insinuò che suo marito non fosse Zeus per poi chiedere che il dio dimostrasse la sua identità esibendosi in tutta la sua gloria come il signore del cielo. Semele fu distrutta per il suo gesto.

### Giocasta e Edipo
Diverse generazioni dopo, la regina Giocasta indossò la collana ed ottenne di conservare la sua giovinezza e bellezza e così, dopo la morte del marito Laio, finì per sposare inconsapevolmente il proprio figlio Edipo. Quando la verità fu scoperta, lei si suicidò, Edipo si strappò gli occhi ed i discendenti e le relazioni di Edipo soffrirono varie tragedie personali che furono descritte nelle "Tre opere tebane" Edipo re, Edipo a Colono e Antigone di Sofocle.

### Polinice ed Erifile

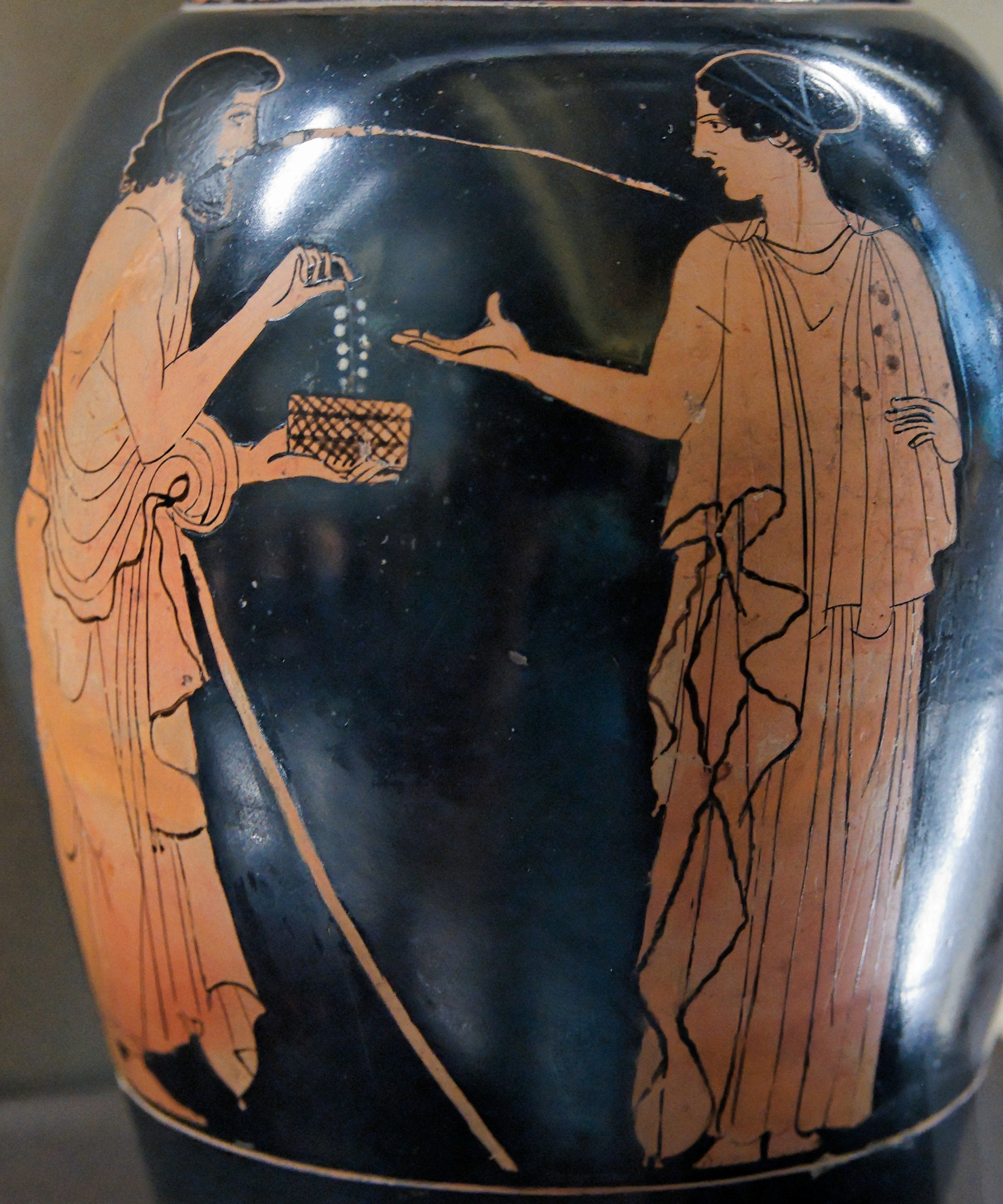
Polinice da la collana ad Erifile. Oinochoe a figure rosse, ca. 450–440 a.C.

Polinice quindi ereditò la collana e la diede ad Erifile come mezzo di persuasione nei confronti del marito Anfiarao restio ad intraprendere la spedizione contro Tebe. Ciò portò alla morte di Erifile, Alcmeone, Fegeo e dei figli di quest'ultimo. 

Attraverso Alcmeone, figlio di Erifile, la collana passò nelle mani della figlia di Fegeo (Alfesibea) e poi ai figli Pronoo ed Agenore ed infine ai figli di Alcmeone, Acarnano ed Anfotero che, per prevenire ulteriori disastri tra gli uomini, consegnarono la collana al Tempio di Atena Pronaia di Delfi.

### Il tiranno Phayllus
Il tiranno Phayllus, uno dei capi della Focide nella terza guerra sacra (356 a.C. - 346 a.C.), rubò la collana dal tempio e la offrì alla sua amante. Il figlio della donna fu preso dalla follia e diede fuoco alla casa dove morì tra le fiamme insieme a tutti i suoi tesori mondani.